# Čučuk Stana
Čučuk Stana (serbisch-kyrillisch Чучук Стана, * um 1795 in Sikole, heute Serbien, damals Osmanisches Reich; † 1849 in Athen) war eine Freiheitskämpferin während des Ersten Serbischen Aufstandes und der Vorbereitung des griechischen Unabhängigkeitskriegs sowie Hajdukin.

## Leben

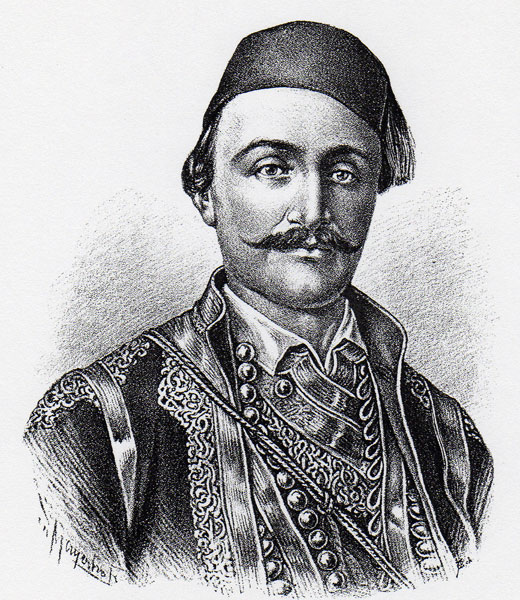
Hajduk Veljko

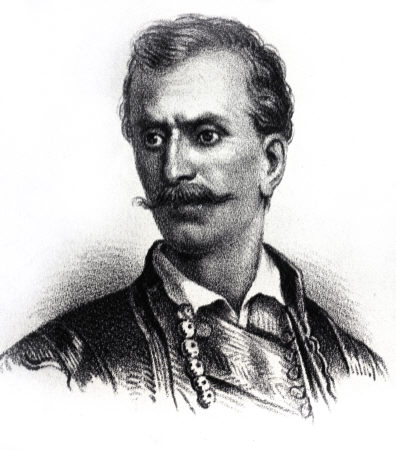
Giorgakis Olympios

Stanas Eltern waren Flüchtlinge aus der Herzegowina. Sie wurde im Dorf Sikole bei Negotin geboren und hatte zwei Schwestern und einen weit jüngeren Bruder. Zu ihrem Schutz trugen die drei Schwestern beim Besuch der Schule in Bela Crkva (deutsch Weißkirchen) Männerkleider. Stana legte nicht mehr Frauenkleider an. Selbst für eine Frau war sie klein gewachsen und erhielt deshalb den Beinamen „Čučuk“ (von türkisch küçük = klein).
Nach dem Zusammentreffen mit dem Wojwodenführer und Hajduken Veljko Petrović lebte Stana mit diesem in wilder Ehe. Mit Säbel und Steinschlosspistole bewaffnet, unterstützte sie ihn im Freiheitskampf gegen die Osmanen. Am dritten Jahrestag ihrer Verbindung kämpften beide zu Pferd gegen die Fremdherrschaft. Ihr Mut soll legendär gewesen sein. Stana wurde viermal verwundet, durch Kugeln und am Kopf durch den Hieb eines Yatagans.
Hajduk Veljko fiel im Juni 1813 in der Schlacht um Negotin bei der Verteidigung der Krajina. Stana soll das Kommando übernommen haben, bis auch sie verletzt wurde. Im Banat traf sie den griechischen Freiheitskämpfer Giorgakis Olympios (serbisch Kapetan Jorgać). Drei Jahre später, etwa 1817, heirateten sie und bekamen drei Kinder: Milan, Aleksandar und Jevrosima.
Olympios war einer der Kommandeure als 500 Griechen bei der Schlacht von Sculeni am 29. Juni 1821 gegen eine vielfache osmanische Übermacht kämpften. Er fiel etwas später bei der Verteidigung des Secu-Klosters bei Târgu Neamț.
Stana, Witwe mit 26 Jahren, floh mit ihren Kindern ins russische Chotyn (heute Ukraine). Nach dem Ende griechische Revolution ging sie nach Athen. Die beiden Söhne starben vor der Mutter. Čučuk Stana starb 1849 in Armut. Ihr Grab wurde nach dem Tod der Tochter beseitigt.

## Rezeption
Der serbische Volksheld Hajduk Veljko wird in Volksliedern und vielen Dichtungen besungen. Darin wird auch seine Liebe zu Stana rezipiert.
Milan Milićević führte Stana 1888 in seinem „Denkmal serbischer Persönlichkeiten“ (Поменик знаменитих људи у српског народа новијега доба) auf.
Zu dem Gesangsstück Cucuk Stana schrieb Stevan Hristić 1907 die Musik.
In dem Fernsehfilm Cucuk Stana und in den Fernsehserien Vuk Karadžić sowie Tragom Karadjordja wurden ihre Rollen 1972, 1986/87 und 2004 durch Svetlana Bojković (Светлана Бојковић), Olivera Ježina (Оливера Јежина) und Dusica Ivanovic (Душица Ивановић) verkörpert.